# Bailliage de Kybourg
1424-1442–1452-1798
Entités précédentes :
- Comté de Kybourg

Entités suivantes :
- Bailliage de Neuamt (1442)
- District de Pfäffikon
- District de Winterthour

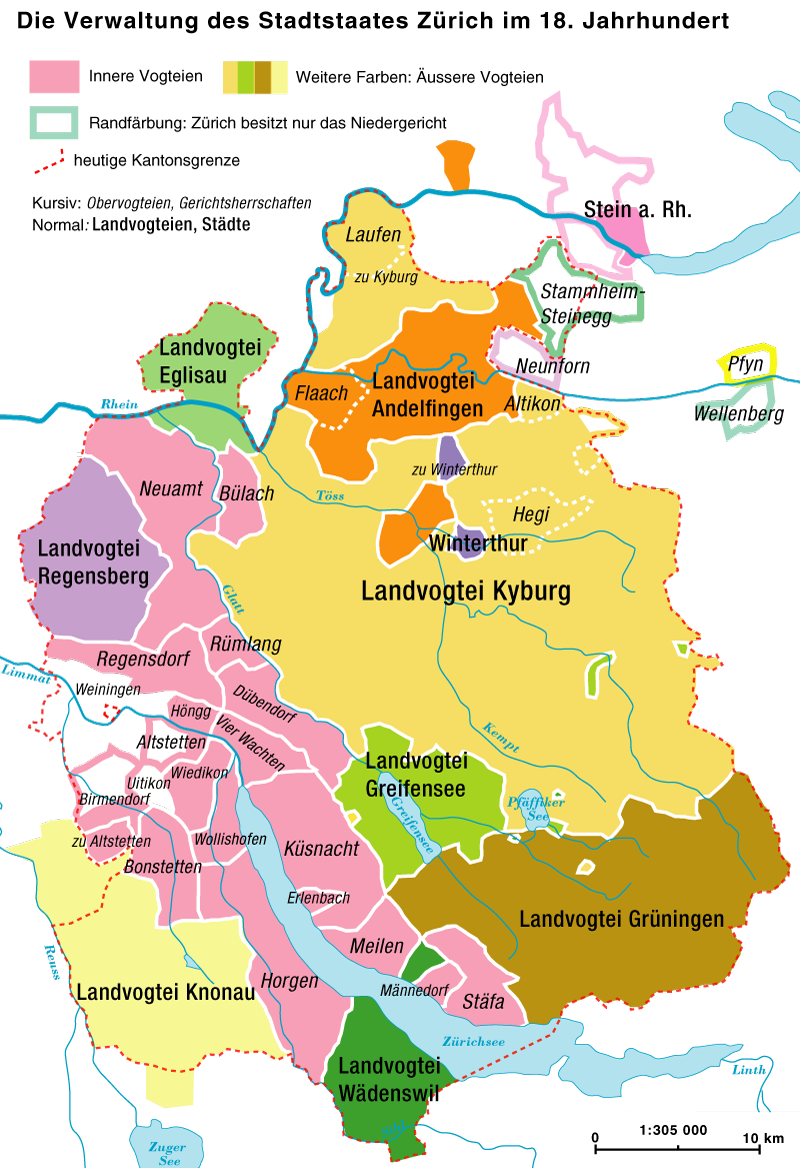
Carte des bailliages zurichois au XVIII

Le bailliage de Kybourg (ou bailliage de Kyburg) est un bailliage du canton de Zurich.

## Histoire
Le bailliage appartient aux Habsbourg. Il est donné en gage à Donat et Diethelm de Toggenbourg en 1384, puis à Cunégonde de Montfort-Bregenz en 1402.
Il devient un bailliage zurichois en 1424. Fischenthal est transférée au bailliage de Grüningen.
Le territoire est rendu à l'empereur en 1442. Une partie du bailliage reste néanmoins aux mains des Zurichois et devient le bailliage de Neuamt. Le Neuamt est composé notamment de Niederhasli (haute justice uniquement), Niederglatt (en partie pour la haute justice, une partie continuant de relever de Kybourg), Stadel et Neerach.
En 1452, Zurich reçoit à nouveau ce territoire en gage et recrée le bailliage. Le bailliage de Neuamt n'y est pas réintégré.
Le bailliage d'Andelfingen est réuni au bailliage de Kybourg de 1465 à 1473, avant d'en être détaché à nouveau.
Le bailliage est divisé en six parties : l'Oberamt (nord de l'Oberland zurichois), l'Enneramt (entre la Töss et la Thur), l'Ausseramt (partie nord du Weinland), l'Unteramt (environs de Kloten), Embrach et Illnau.
L'Oberamt est composé notamment de Turbenthal (sauf Hutzikon et Neubrunn qui formaient une enclave du bailliage de Greifensee), de Fehraltorf (avec la basse justice), de Bauma et de Sternenberg (avec la basse justice dans ces deux lieux dès 1549),,,.
L'Unteramt est composé notamment de Kloten (où réside le sous-bailli), Wallisellen et Winkel. La basse justice dans ces trois lieux appartient également au bailliage,,.
La partie de Niederglatt et d'Oberglatt qui se trouve à l'est de la Glatt dépend du bailliage, la partie ouest étant détachée en 1442 pour faire partie du bailliage de Neuamt. La basse justice est obtenue par Zurich en 1526.
Wila et Hittnau dépendent du bailliage pour la haute justice,.
Bassersdorf dépend du bailliage pour les haute et basse justices.
Schwamendingen, Oerlikon et Seebach (actuellement tous trois dans la commune de Zürich), dépendent pour la haute justice du bailliage de Kybourg, puis également pour la basse justice dès 1526. Le bailliage de Schwamendingen est créé en 1615 et comprend notamment ces lieux,,,.
Dübendorf, Dietlikon et Rieden (commune de Wallisellen) dépendent du bailliage de Kybourg pour la haute justice. Le bailliage intérieur (en allemand : Obervogtei) de Dübendorf est créé en 1489 lorsque Zurich obtient les seigneuries de Hans Waldmann. Il fusionne dans le nouveau bailliage de Schwamendingen en 1615 mais continue de dépendre du bailliage de Kybourg pour la haute justice,,.

## Baillis

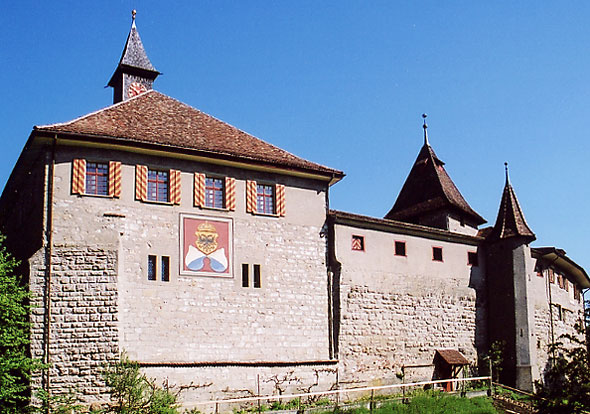
Vue du château de Kybourg

Le bailli réside au château de Kybourg.
Les baillis sont les suivants :
- 1473-1486 : Felix Schwarzmurer[24] ;
- 1572-1578 : Hans Lux Escher[25] ;
- 1590-1595 : Heinrich Holzhalb[26] ;
- 1595-1601 : Leonhard Holzhalb[27] ;
- 1622-1628 : Hans Heinrich Müller[28] ;
- 1628-1634 : Hans Rudolf Rahn[29] ;
- 1646 : Johann Heinrich Waser[30] ;
- 1681 : Beat Holzhalb[31] ;
- 1699 : David Holzhalb[32].